# Solid State Technology Athena
Solid State Technology Athena (Athena) је професионални рачунар, производ фирме Solid State Technology који је почео да се израђује у САД током 1979. године.
Користио је Intel 8085 као централни микропроцесор.

## Детаљни подаци
Детаљнији подаци о рачунару Athena су дати у табели испод.
|                       |                                    |
| [ 1 ]                 |                                    |
| Произвођач            |                                    |
| Тип                   | професионални рачунар              |
| Меморија              | непознато                          |
| Поријекло             | Сједињене Америчке Државе          |
| Година                | 1979                               |
| Тастатура             | тастатура са пуним помаком тастера |
| Процесор              |                                    |
| Фреквенција процесора | непознато                          |
| RAM                   | непознато                          |
| ROM                   | непознато                          |
| Текст                 | непознато                          |
| Графика               | непознато                          |
| Боја                  | непознато                          |
| Звук                  | непознато                          |
| Димензије             | непознато                          |
| Портови               |                                    |
| Оперативни систем     | непознато                          |